# Acontia crassivalva
Acontia crassivalva là một loài bướm đêm trong họ Noctuidae.